# Римсько-католицька церква на Луганщині

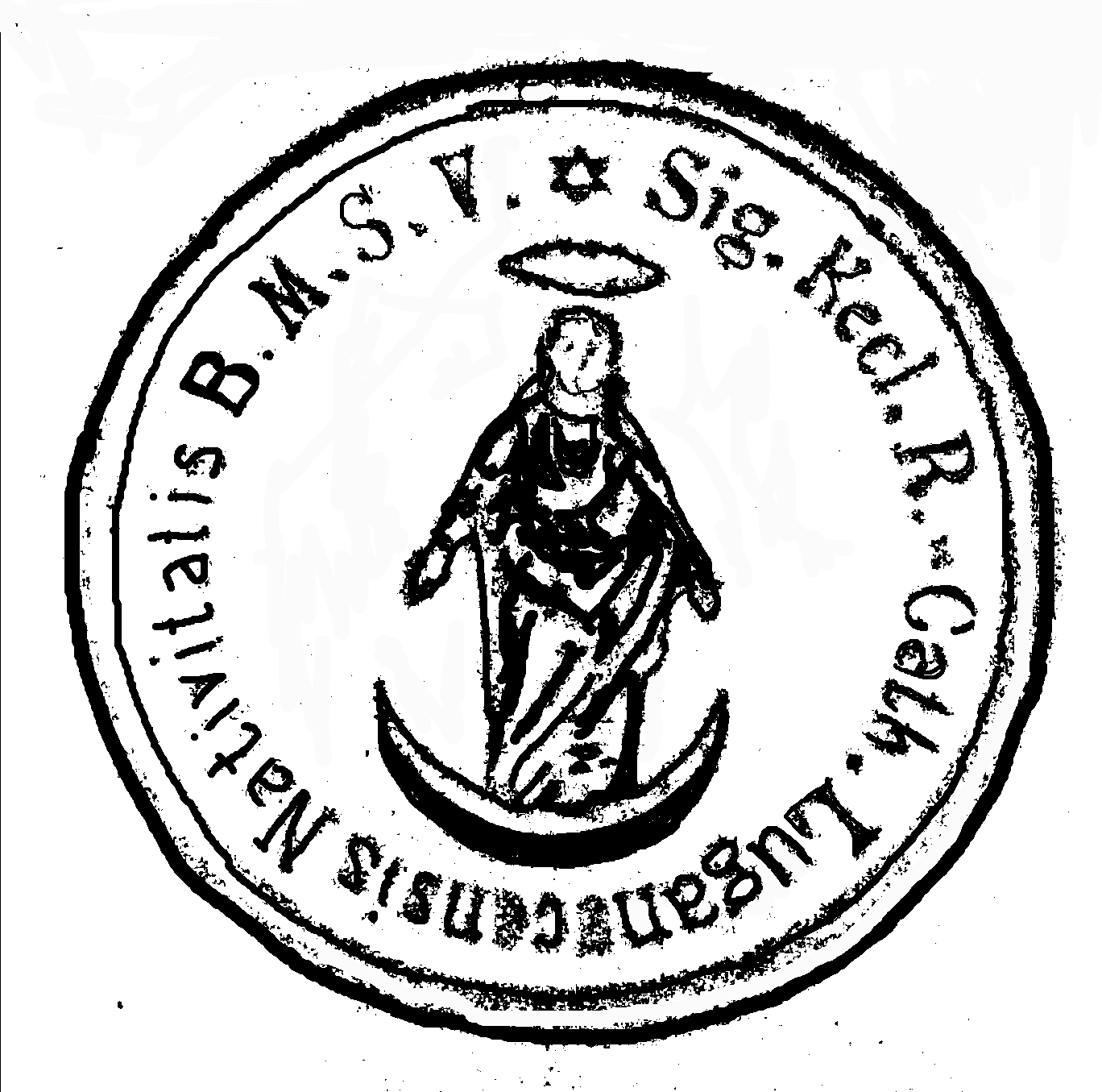
Печатка католицької громади Луганська (1902 р.)

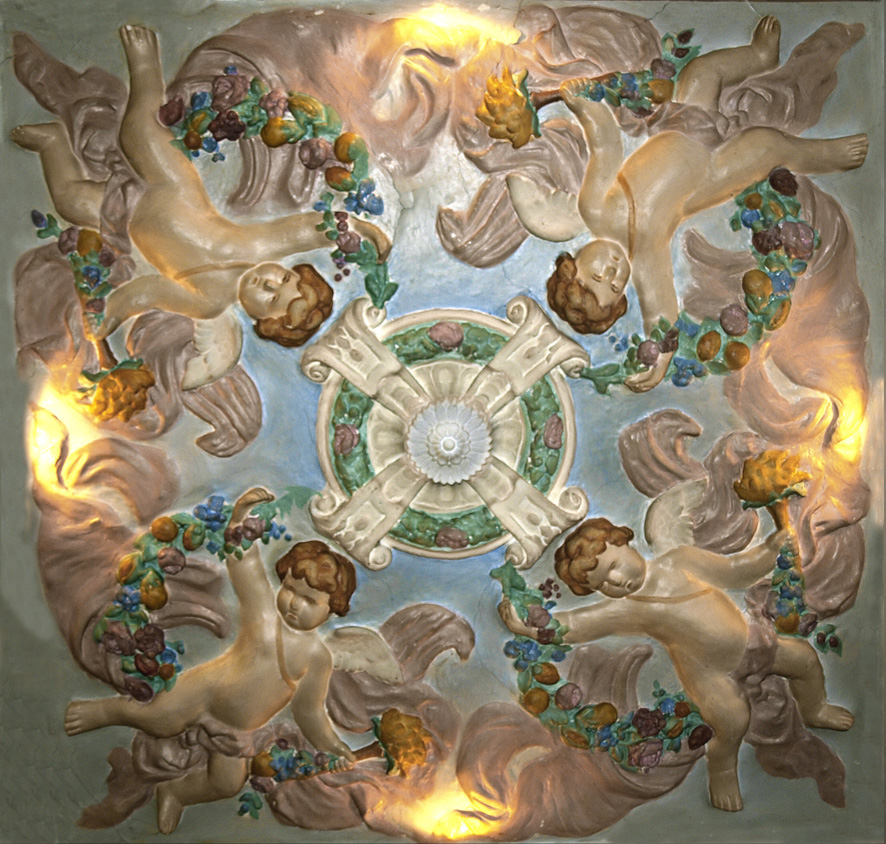
Ліпнина колишнього луганського костелу (поч. ХХ ст.)

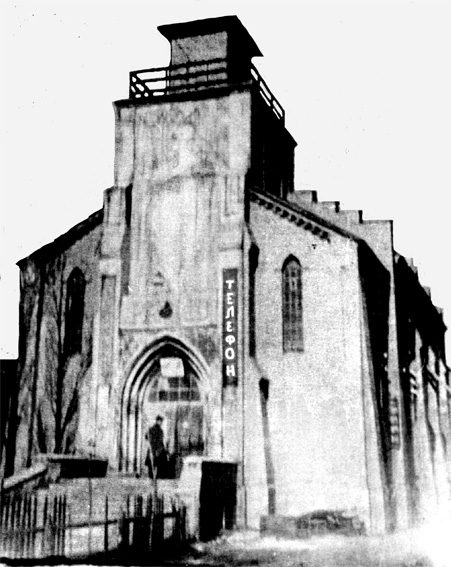
Антонівський костьол у Кадіївці (1950 р.)

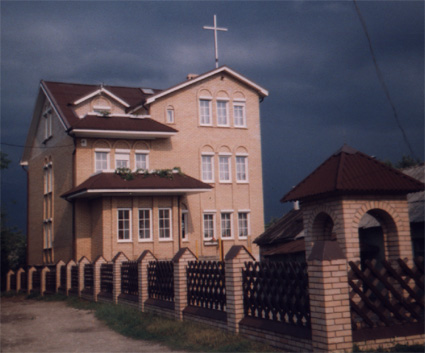
Каплиця Різдва Пресвятої Діви Марії у Луганську

Римсько-католицька церква на Луганщині — релігійна організація, яка з'явилася в регіоні у XVIII ст.

## Історія
Поява католицизму на Луганщині пов'язана з переселенням до краю передусім поляків. В єпархіальних відомостях Катеринославської єпархії РПЦ є згадка про поляків, що оселилися у 1755 р. у селі Кам'яному Броді (нині у складі Луганська). У 1777 р. командир сербського полку з дозволу царської влади вивів із Польщі сорок дворянських родин і розселив їх у Бахмутському повіті. Після розподілу Польщі й придушення повстання на чолі з Тадеушом Костюшко польські війська були розформовані й вислані. Таким чином на Луганщину потрапили колишні польські військові й полонені. У документах, адресованих Чарльзу Гаскойну, засновнику Луганського ливарного заводу, йдеться про поляків, що прибули на роботи з Брацлавського намісництва. У рапортах за 1797 р. пристав заводу повідомляв про прибуття у селище близько 150 військовополонених поляків.
У XIX ст. спостерігається чергова хвиля еміграції. Щоб пожвавити освоєння краю, влада надала колонізаторам можливість отримати вільні землі і звільнила їх на кілька років від податків. Зростання чисельності католиків відбувалося за рахунок поляків, українців, латишів, німців та ін. переселенців, які приїжджали із західних регіонів Російської імперії та з-за її меж. У 1884 р. у Бахмутському повіті, частина якого нині входить до складу сучасної Луганської області, нараховувалося 848 католиків, а за даними перепису 1897 р. їхня кількість збільшилася до 4178 осіб. У Слов'яносербському повіті католицьку віру сповідували 905 осіб. У Луганську у 1895 р. проживало 65 католиків.
Певна частина католиків асимілювалася у поліконфесійній Луганщині й перейшла в іншу віру. Однак траплялися окремі випадки прийняття католицтва православними, як це сталося, наприклад, у 1916 р. на копалині Голубівського Берестово-Богодухівського гірничопромислового товариства. Шахтар під впливом своєї дружини-полячки був навернений у католицьку віру.
На рубежі XIX-ХХ ст. у Донбасі розпочалося будівництво католицьких храмів. Райони масового проживання католиків, в яких не було культових споруд, духовно опікалися католицькими священнослужителями найближчих костьолів. Про час відправ у шахтарських селищах повідомлялося заздалегідь через контори й служби копалень.
У Кадіївці у 1896 р. був споруджений Антонівський костьол. У Луганську у 1902 р. був заснований католицький молитовний будинок Бахмутської парафії Тираспольської римсько-католицької духовної консисторії. А у 1904 р. на його місці був зведений костьол в ім'я Різдва Богородиці. Храм обслуговував католиків не тільки Луганська, але Попасної, Алмазної, а також поселень Маріупольського повіту. Серед парафіян окрім поляків були австрійці, бельгійці, німці, французи, вірмено-католики.
У 1902—1905 рр. служби правив настоятель Даміан Сааков. У записах тих років є згадки про священиків Оттона Бема, Франца Козловського, а також вірмено-католицького священика Еммануїла Машуршана. У 1905—1910 рр. обряди здійснював адміністратор, ксьондз Гавриїл Асланішвілі, а у наступні роки — куратор, ксьондз Михайло Ягулов. Окрім того, з квітня по листопад 1918 р. під час перебування німецького війська у Луганську відправи у костьолі для вояків проводив дивізійний священик Олександр Зацерман.
За станом на 1924 р. на Луганщині було зареєстровано три католицькі громади. У луганській громаді було об'єднано 230 католиків. 400 осіб Кадіївки гуртувалися навколо Антонівського костьолу. 121 католик увійшов до складу релігійної громади в колонії Козаківка Новосвітловського району.
Однак у другій половині 1920-х рр. на католицизм, як і на інші конфесії, почався наступ. У грудні 1929 р. був закритий костьол у Луганську. Його приміщення планувалося використати під клуб, але згодом він був зруйнований. У 1930 р. був закритий костьол у Кадіївці. Така доля спіткала й інші католицькі громади в Україні. У наступне десятиліття католики зазнали ще жорсткіші переслідування.
Велика кількість католиків польської національності була депортована і фізично знищена після 1939 р., коли Польща у наслідок таємної угоди між нацистською Німеччиною і більшовицьким СРСР припинила існування як незалежна держава.
Ця трагічна сторінка в історії польського народу певною мірою пов'язана і з нашим краєм. З листопада 1939 р. по травень 1940 р. близько 4 тис. військовополонених, захоплених під час спільних фашистсько-радянських операцій у Польщі, утримувалося у сортувально-пересильному таборі, що розташовувався у колишньому монастирі у Старобільську. Майже всі вони були польські офіцери-резервісти — юристи, лікарі, викладачі, інженери, поліцейські. Серед бранців знаходилися і священики. Першу відправу у колишній церкві, де перебували військовополонені, відслужив ксьондз Александрович 11 листопада 1939 р.
Після травня 1940 р. 3820 в'язнів Старобільська згідно з Постановою ЦК ВКП(б) від 5 березня 1940 р. і за рішенням спеціальної трійки НКВС СРСР були розстріляні у Харкові.
У роки другої світової війни територію Луганщини окупували німецько-фашистські війська та їхні італійські й угорські союзники. Певна частина окупантів сповідувала католицизм. Духовною опікою цих вояків займалися капелани. Деякі з них навіть допомагали православним громадам у відбудові храмів, у придбанні речей і продуктів необхідних для відправлення богослужінь. Подібну прихильність до православних Біловодська виявив італійський священик Петрій. Між ним і місцевим парохом установилися добрі стосунки. Скориставшись ними, католицький священик під час відсутності православного клірика у селищі проводив у Троїцькому храмі відправи церковнослов'янською мовою.
У післявоєнний період спостерігаються випадки, щоправда поодинокі, навернення у католицизм жителів Луганської області. Наприклад, у 1956 р. у таборах католицьким священиком була хрещена дитина, яка народилася в ув'язненої уродженки Луганщини О.Лядської. Її несправедливо засудили на 25 років позбавлення волі «за зраду Молодої гвардії» і лише у 1980-ті рр. реабілітували.

## Сучасна доба
Католицька громада у Луганській області була відроджена за ініціативою Е.Вітковського. Перша меса була відправлена у сквері ВЛКСМ Луганська 29 червня 1992 р. А 30 грудня громада отримала статус юридичної особи. Спочатку служби проводилися в українсько-канадському центрі. У 1994 р. громада викупила двоповерхову будівлю, яку переобладнала під костьол в ім'я Різдва Богородиці. Луганськими католиками опікався харківський ксьондз Єжі Зімінський, який відправляв богослужіння, хрестив перших новонавернених. У липні 1993 р. Луганськ відвідав єпископ Житомирський Іван Пурвинський. А з жовтня 1993 р. був призначений настоятель ксьондз Гжегож Рапа.
За даними відділу в справах релігії Луганської обласної державної адміністрації громада Римсько-католицької церкви Луганщини нараховує близько 50 віруючих. Слід зазначити, що в зв'язку з тим, що до Луганська на навчання приїжджають іноземці, кількість віруючих, які відвідують церкву в Луганську є більшою, аніж 50 осіб.
За словами отця Гжегощ Рапи всього в області прихожан, з якими він має контакт, не більше 300 осіб. Крім того, за його словами, є прихожані-іноземні студенти, які навчаються у ВНЗ Луганська. Їх буде близько 200 осіб. Це студенти-католики із Індії та африканських країн. Для них богослужіння ведеться англійською мовою.
Улітку 2014 року діяльність церкви було припинено через погрози озброєних людей.
Станом на 2016 рік церква функціонує в нормальному режимі.
Так, 18 грудня 2016 року луганських католиків відвідав дипломатичний представник Папи Римського в Україні Клаудіо Ґуджеротті. Він провів недільну службу в луганському Римсько-католицькому приході Різдва Пресвятої Діви Марії.
Представника Папи Римського супроводжував єпископ-помічник Харківського-Запорізької дієцезії Римсько-католицької церкви Ян Собіло.

## Інші католицькі течії
- Громади УГКЦ на Луганщині
- Російські католики на Луганщині